# Mieczysław Sawczuk
Mieczysław Sawczuk (ur. 2 grudnia 1930 we Włodzimierzu Wołyńskim, zm. 15 lipca 2014) – polski prawnik, profesor nauk prawnych, nauczyciel akademicki wielu uczelni, m.in. profesor zwyczajny Uniwersytetu Marii Curie-Skłodowskiej w Lublinie specjalista m.in. w zakresie postępowania cywilnego i prawa międzynarodowego prywatnego.

## Życiorys naukowy
Uczył się w Gimnazjum i Liceum im. ks. Stanisława Staszica w Hrubieszowie i tam w 1950 uzyskał świadectwo dojrzałości. W 1954 ukończył studia prawnicze na Wydziale Prawa i Administracji Uniwersytetu Jagiellońskiego, gdzie obronił pracę magisterską pt. „Skład mas majątkowych w małżeńskim ustroju
wspólności majątkowej”. Uzyskał uprawnienia radcy prawnego. Od 1958 był członkiem Polskiej Zjednoczonej Partii Robotniczej. Pełnił funkcję I sekretarza Komitetu Uczelnianego PZPR na UMCS.
W 1960 na podstawie rozprawy „Zdolność procesowa według k.p.c.” napisanej pod kierunkiem prof. Edmunda Wengerka otrzymał na Wydziale Prawa i Administracji Uniwersytetu Marii Curie-Skłodowskiej stopień naukowy doktora nauk prawnych (recenzenci: Henryk Trammer i Zbigniew Resich). Pracę wydało w 1963 Wydawnictwo Prawnicze. Na podstawie dorobku naukowego oraz monografii pt. „Wznowienie postępowania cywilnego” uzyskał w 1964 na Wydziale Prawa i Administracji Uniwersytetu im. Adama Mickiewicza w Poznaniu stopień doktora habilitowanego nauk prawnych (recenzenci: Edmund Wengerek, Władysław Siedlecki i Henryk Trammer). Rozprawa habilitacyjna została wydana w 1970 przez Wydawnictwo Prawnicze. Tytuł naukowy profesora nadzwyczajnego nadano mu w 1972, a profesora zwyczajnego w 1979.
W latach 1955–2001 był nauczycielem akademickim Wydziału Prawa UMCS, gdzie pełnił m.in. funkcje:
- kierownika Katedry Postępowania Cywilnego (1966–1969)
- dyrektora Instytutu Prawa Sądowego (1970–1972),
- kierownika Katedry Prawa Cywilnego (1972–1981),
- kierownika zakładów: Prawa Gospodarczego (1974–1978), Prawa Cywilnego i Postępowania Cywilnego (1978–1981), Postępowania Cywilnego i Międzynarodowego Prawa Handlowego (1981–1990, od 1990 Katedry)[1].

Poza UMCS był nauczycielem akademickim m.in. Filii Uniwersytetu Warszawskiego w Białymstoku (1984–1991), Filii UMCS w Rzeszowie, Krakowskiej Szkoły Wyższej im. Andrzeja Frycza-Modrzewskiego, Wydziału Zamiejscowego Prawa i Nauk o Społeczeństwie KUL w Stalowej Woli.
Został pochowany 21 lipca 2014 na Cmentarzu przy ul. Lipowej w Lublinie.

## Publikacje
- Zdolność procesowa w postępowaniu cywilnym, Warszawa: Wydawnictwo Prawnicze, 1963, 110 ss.
- Wznowienie postępowania cywilnego, Warszawa: Wydawnictwo Prawnicze, 1970, 208 ss.
- Ponowne orzekanie w sprawie cywilnej prawomocnie osądzonej (art. 907 § 2 k.c., art. 138 k.r., art. 523 k.p. c.), Warszawa: Wydawnictwo Prawnicze, 1975, 199 ss.

## Odznaczenia i nagrody
- Krzyż Kawalerski Orderu Odrodzenia Polski (1975)
- Złoty Krzyż Zasługi (1971)
- Medal Komisji Edukacji Narodowej[1]
- Medal 30-lecia Polski Ludowej[4]
- Medal 40-lecia Polski Ludowej
- nagrody resortowe III stopnia (dwukrotnie) i II stopnia

## Życie prywatne
Jego rodzicami byli Paweł i Zofia z domu Jasińska. W wieku 14 lat był więźniem niemieckiego obozu pracy w Pawłowiczach koło Wojnicy, skąd zbiegł, unikając śmierci (w dzień po jego ucieczce Niemcy rozstrzelali wszystkich, ok. 2000, więzionych w obozie robotników).